# Football aux Jeux de l'Extrême-Orient 1930
Navigation
Shanghai 1927 Manille 1934
L'épreuve de football des Jeux de l'Extrême-Orient 1930 est la neuvième édition de cette compétition. Disputée à Tokyo, au Japon, elle oppose les équipes du Japon, de la Chine et des Philippines. Lors de la finale entre la Chine et le Japon, à l'issue du temps règlementaire le score était de 3-3, mais les japonais refusèrent de jouer les prolongations. Les chinois sont donc déclarés vainqueurs pour la huitième fois consécutive.

## Résultats
| 25 mai 1930 | Japon                                                                   | 7 - 2 | Philippines      |  |  |
|             | Wakabayashi 10e 12e 22e 51e · ? 16e (csc) · Teshima 32e · Ichihashi 86e |       | buteurs inconnus |  |  |
|             | Rapport                                                                 |       |                  |  |  |

| 27 mai 1930 | Chine | 5 - 0 | Philippines |  |  |
|             |       |       |             |  |  |

| 29 mai 1930 | Japon                          | 3 - 3 | Chine                                      |  |  |
|             | Teshima 23e · Takayama 57e 73e |       | Tzsinshun 40e · Chengda 60e · Lintszin 70e |  |  |
|             | Rapport                        |       |                                            |  |  |

## Tableau
| Classement | Equipe      | Pts | J | V | N | D | Bp | Bc | Diff |
| ---------- | ----------- | --- | - | - | - | - | -- | -- | ---- |
| 1          | Chine       | 3   | 2 | 1 | 1 | 0 | 8  | 3  | +5   |
| 2          | Japon       | 3   | 2 | 1 | 1 | 0 | 10 | 5  | +5   |
| 3          | Philippines | 0   | 2 | 0 | 0 | 2 | 2  | 12 | -10  |

## Vainqueur
| Vainqueurs Jeux de l'Extrême-Orient 1930 Chine 8e titre |